# Smaky

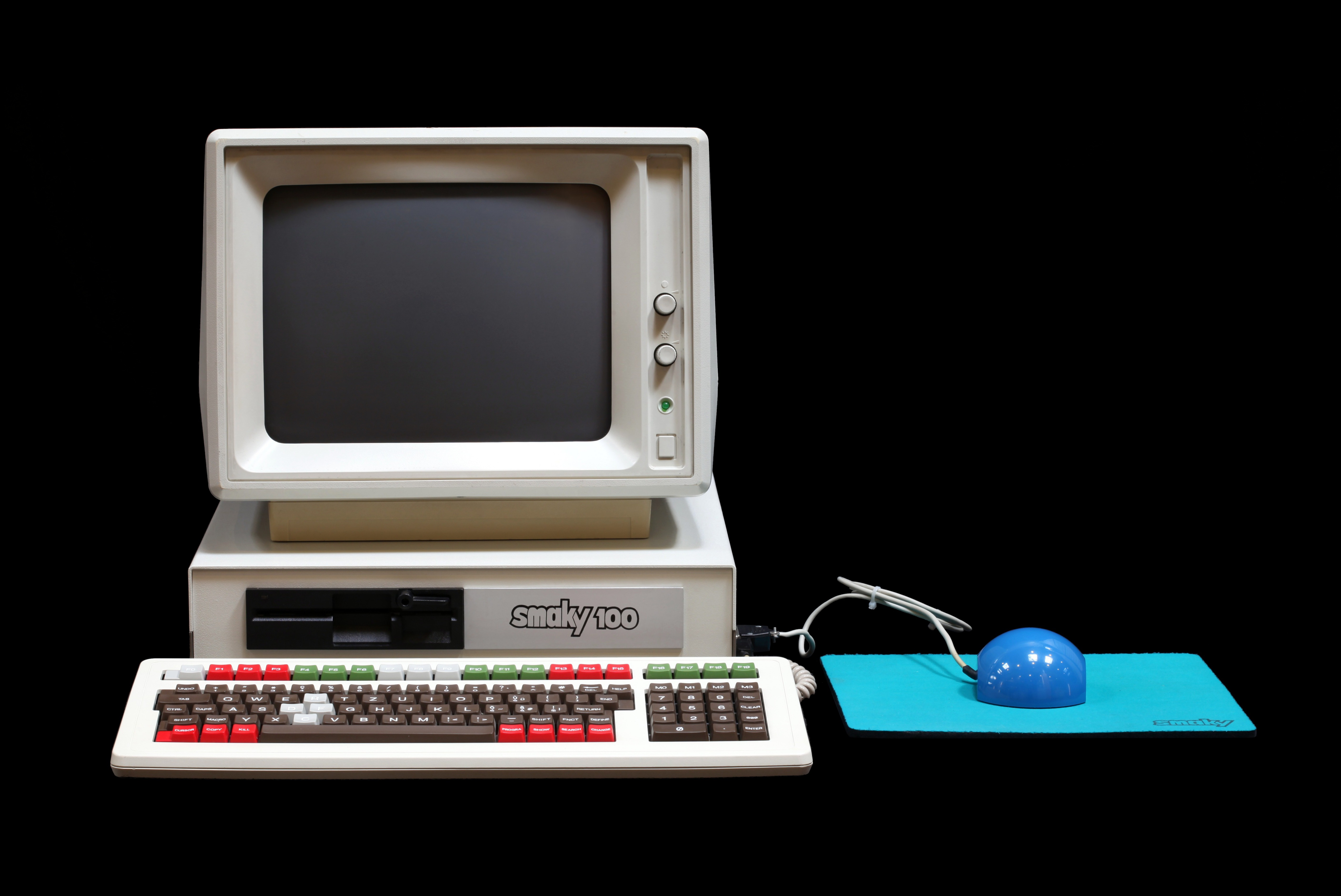
Lo Smaky 100

Smaky è una linea di personal computer per lo più a 8 bit e relativo sistema operativo sviluppata dal professor Jean-Daniel Nicoud e altri presso la Scuola politecnica federale di Losanna (EPFL) in Svizzera a partire dal 1974. Gli elaboratori sono stati utilizzati all'École Polytechnique Fédérale de Lausanne e nelle scuole svizzere. Il nome deriva da SMArt KeYboard, il quale riflette il form factor che conteneva una scheda madre compatta e si adattava allo stesso alloggiamento della tastiera. La mascotte ufficiale del marchio è Blupi.